# Bitva u Gazaly
Bitva u Gazaly byla bitva mezi Spojenci a Osou v létě 1942, která skončila drtivým vítězstvím Osy a obsazením důležitého libyjského přístavu Tobruk.
Po této porážce se demoralizovaná britská 8. armáda stáhla před Rommelem skoro až k Alexandrii. Až na konci července se jí podařilo postup osy zastavit u El Alameinu. Po prolomení německých linií byl Afrikakorps už jen na ústupu. Bitva o Gazalu a obsazení Tobruku byl největší úspěch německých a italských sil v severní Africe. Zároveň to byl Rommelův největší úspěch v jeho vojenské kariéře, po němž byl povýšen na polního maršála.

## Průběh

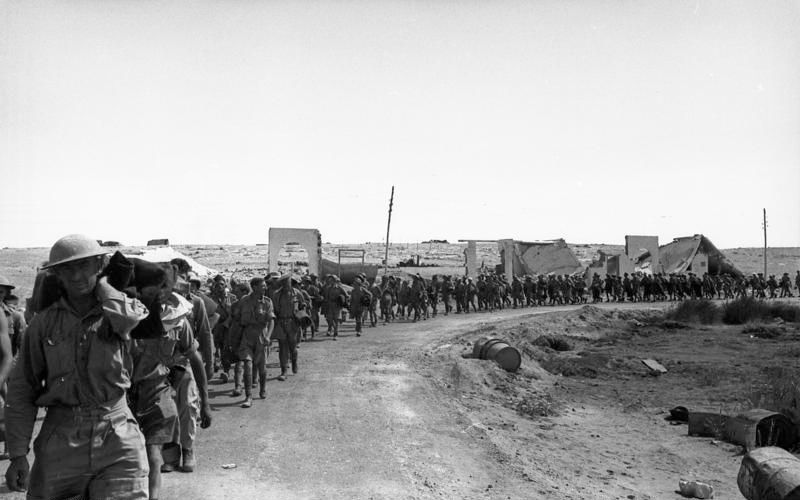
Britští zajatci opouští Tobruk

Dne 26. května 1942 Rommel předešel případnému britskému útoku u Gazaly zahájením vlastní ofenzivy. Po klamném manévru na severu se motorizované jednotky Osy stočily k jihu kolem nebezpečných minových polí a bašty Svobodných Francouzů Bir Hacheimu. Britové se však pevně drželi u Bir el-Gubi a přinutili Rommela zastavit postup krátce poté, co udeřil na britskou 150. brigádu, aby si uvolnil zásobovací komunikace. Nakonec však přes veškeré, vesměs špatně koordinované, britské útoky dosáhl úspěchu. 13. června Rommel znovu zaútočil a 21. června obsadil, po dvoudenním boji, Tobruk.